# Красенівська сільська рада
Красенівська сільська́ ра́да — адміністративно-територіальна одиниця та орган місцевого самоврядування в Чорнобаївському районі Черкаської області. Адміністративний центр — село Красенівка.

## Загальні відомості
- Населення ради: 1 164 особи (станом на 2001 рік)

## Населені пункти
Сільській раді були підпорядковані населені пункти:
- с. Красенівка
- с-ще Іванівка

## Склад ради
Рада складалася з 12 депутатів та голови.
- Голова ради: Вишня Олександр Миколайович
- Секретар ради: Шепель Ірина Миколаївна

### Керівний склад попередніх скликань
| Прізвище, ім'я, по батькові       | Основні відомості                                                 | Дата обрання | Дата звільнення |
| --------------------------------- | ----------------------------------------------------------------- | ------------ | --------------- |
| Боярський Володимир Олександрович | Сільський голова, 1972 року народження, безпартійний              | 26.03.2006   | 31.10.2010      |
| Вишня Олександр Миколайович       | Сільський голова, 1964 року народження, освіта вища, безпартійний | 31.10.2010   |                 |

Примітка: таблиця складена за даними сайту Верховної Ради України

### Депутати
За результатами місцевих виборів 2010 року депутатами ради стали:

#### За суб'єктами висування
| Суб'єкт висування         | Кількість обраних депутатів | %    |
| ------------------------- | --------------------------- | ---- |
| Самовисування             | 8                           | 66,7 |
| Партія регіонів           | 3                           | 25   |
| Українська Народна Партія | 1                           | 8,3  |

#### За округами
| № округу                  | Прізвище, ім'я, по батькові   | Дата визнання обраним | Освіта             | Партійна приналежність | Відомості про обраного депутата                           |
| ------------------------- | ----------------------------- | --------------------- | ------------------ | ---------------------- | --------------------------------------------------------- |
| Партія регіонів           |                               |                       |                    |                        |                                                           |
| 1                         | Литовченко Станіслав Іванович | 03.11.2010            | середня спеціальна | позапартійний          | тимчасово не працює                                       |
| 3                         | Кот Людмила Василівна         | 03.11.2010            | середня спеціальна | позапартійна           | Красенівський фельдшерсько-акушерський пункт, завідувачка |
| 7                         | Онищенко Анатолій Іванович    | 03.11.2010            | вища               | позапартійний          | пенсіонер                                                 |
| Українська Народна Партія |                               |                       |                    |                        |                                                           |
| 10                        | Росенко Анатолій Васильович   | 03.11.2010            | середня            | позапартійний          | СТОВ «Красенівське», токар                                |
| Самовисування             |                               |                       |                    |                        |                                                           |
| 2                         | Піддубний Олександр Дмитрович | 03.11.2010            | вища               | позапартійний          | ФГ"ОлПід", голова                                         |
| 4                         | Мозговий Іван Іванович        | 03.11.2010            | середня спеціальна | позапартійний          | СТОВ «Красенівське», інженер                              |
| 5                         | Гамала Микола Миколайович     | 03.11.2010            | середня спеціальна | позапартійний          | СТОВ «Красенівське», інженер-будівельник                  |
| 6                         | Шепель Ірина Миколаївна       | 03.11.2010            | вища               | позапартійна           | Красенівська сільська рада, секретар                      |
| 8                         | Онищенко Василь Петрович      | 03.11.2010            | середня спеціальна | позапартійний          | СТОВ «Красенівське», головний інженер                     |
| 9                         | Данник Олександр Васильович   | 03.11.2010            | середня            | позапартійний          | СТОВ «Красенівське», водій                                |
| 11                        | Кирпа Анатолій Григорович     | 03.11.2010            | середня спеціальна | позапартійний          | СТОВ «Красенівське», зоотехнік                            |
| 12                        | Піддубна Зоя Іванівна         | 03.11.2010            | середня спеціальна | позапартійна           | СТОВ «Красенівське», ветфельдшер                          |